# Elio Samaga Hukapan Kariyana Turu
Elio Samaga Hukapan Kariyana Turu [ˈeːlijoː ˈsaməŋɡə hukaˈpəŋ kæriˈjənə ˈṱuru] è il primo album in studio del gruppo musicale italiano Elio e le Storie Tese, pubblicato il 6 dicembre 1989.

## Titolo
Il titolo è una frase in lingua singalese (ඒලියෝ සමඟ හුකපං කැරියන තුරු – Ēliyō samaⁿɣa hukapaṁ kæriyana turu) che significa letteralmente: "sborriamo e scorreggiamo con Elio". In un'intervista Rocco Tanica svelò che la band voleva dare al disco un titolo incomprensibile, ma che una volta tradotto suscitasse una grande emozione, pertanto chiesero a dei loro amici singalesi la cosa più volgare che gli venisse in mente, e nonostante nella lingua singalese le parolacce non esistano, se ne uscirono con questa frase. Successivamente Elio rivendicò la paternità del titolo, fornendo una spiegazione parzialmente differente sulla sua creazione:
(Elio, nel corso di una puntata del podcast Tintoria)

## Accoglienza
L'album è presente nella classifica dei 100 dischi italiani più belli di sempre secondo Rolling Stone Italia alla posizione numero 15.

## Produzione
Il 21 aprile 2023 l'album è stato ridistribuito in versione rimasterizzata in vinile bianco .

## Brani musicali
- Adolescenti a colloquio. Improvvisamente, Tremoto: cita il secondo disco degli Skiantos, MONO tono, e in particolare la prima traccia Eptadone; ha come sottofondo On the Road Again dei Rockets. Gli "adolescenti" (in realtà gli stessi Elii, con le voci alterate dall'octaver) si dedicano allo scambio delle figurine della serie Calciatori Panini. Vengono citati anche gli ex calciatori Sergio Buso e Giacinto Facchetti.
- John Holmes (una vita per il cinema): è dedicata all'omonimo attore pornografico.
- Domande bizzarre: Assieme ad Una gita a... e Suspense! Il signor Brando meets Marlon Brando sono tre interviste al gruppo da parte di Claudio Bisio. I titoli richiamano i nomi di tre famosi giochi de La Settimana Enigmistica.
- Nubi di ieri sul nostro domani odierno (Abitudinario): anche in questa traccia c'è una citazione di uno dei giochi de La Settimana Enigmistica, la sciarada. Il brano vede la partecipazione del musicista irlandese Davy Spillane alla cornamusa irlandese. La canzone parla delle abitudini quotidiane che molte persone hanno ma non ammettono di avere in quanto considerate maleducate o di cattivo gusto (come ad esempio l'abitudine di vari studenti di nascondere palline di muco sotto i banchi o petare mentre ci si trova in vasca da bagno). La frase "Ditemi perché, se la mucca fa mu, il merlo non fa me" ispirerà un dialogo del doppiaggio italiano del film Rocky V, dialogo poi ripreso dagli Elii all'inizio del loro successivo album, Italyan, Rum Casusu Çikti. La frase in questione venne in mente ad Elio mentre vangava un campo durante il servizio civile, che svolse per venti mesi, tra il 1986 e il 1988, in un centro di recupero per tossicodipendenti[7].
- According the Memphis Horns: è una prova di tromba per il duo dei Memphis Horns, musicisti degli anni '70 che hanno collaborato con vari gruppi di fama internazionale.
- Carro: è introdotta da un campionamento di Back in the U.S.S.R. dei Beatles e ha al suo interno citazioni dal musical Caino e Abele di Tony Cucchiara e dall'inno nazionale tedesco. La frase «entra ora in scena una ditta» sarà poi inserita anche nel brano La ditta del disco del 1993 Esco dal mio corpo e ho molta paura (Gli inediti 1979-1986).[8]
- Una gita a...: secondo intervento di Bisio.
- The Fabolous '68s According to Tony Martucci: Tony Martucci è il patron dei tempi dell'Ambrogino d'oro, dove Elio aveva cantato da bambino.
- Nella vecchia azienda agricola: è una parodia di Nella vecchia fattoria del Quartetto Cetra.
- Silos: Il ritornello riprende il tema di Song for Che di Charlie Haden. In questa canzone gli Elii propongono di serbare in un silos tutti gli scarti biologici del corpo umano (come feci, urina e altri), per rimediare allo scarseggiare delle risorse alimentari disponibili, e quindi sopperire alla futura mancanza di cibo.
- Cassonetto differenziato per il frutto del peccato: in questa canzone viene criticata la decisione di molte madri di abbandonare i loro neonati indesiderati, in particolare gettandoli nei cassonetti dell'immondizia. Elio canta questa canzone dal punto di vista dei bambini in questione, e propone (naturalmente con intento satirico) di creare un cassonetto appositamente per tale scopo (chiamato appunto "cassonetto differenziato per il frutto del peccato"), in particolare per non impressionare il malcapitato operatore ecologico nell'intento di prelevare l'immondizia dai cassonetti. Sono presenti citazioni di Le ragazze di Gauguin di Grazia Di Michele e I giardini di marzo di Lucio Battisti e Mogol, inoltre c'è un campionamento da The Kids di Lou Reed e di alcune battute dell'inizio del IV movimento della prima sinfonia di Mahler. Ad un certo punto del brano si sente Elio che canta mentre mangia un cracker.
- Introducing the Real Parakramabahu According to Shantha Edirisinghe e Parakramabahu Rajatuma: i due futuri protagonisti del minilp a loro intitolato cantano la loro sedicente hit in lingua cingalese. Si tratta della prima cover del gruppo, dato che è una canzone tradizionale cingalese ("Hela Jathika Abhimane"[9][10] del cantante srilankese C. T. Fernando[11]).
- Piattaforma: è ispirata a Je t'aime... moi non plus di Jane Birkin e Serge Gainsbourg. La cantante che duetta con Elio è Paola Tovaglia, conduttrice di Ciao ciao. Ad un certo punto c'è, come sottofondo, una musichetta tratta dai cartoni Hanna-Barbera.
- Suspense! Il signor Brando meets Marlon Brando: terzo e ultimo intervento di Bisio.
- Introducing the Cara ti amo: parlato in cui Elio spiega il contenuto del brano seguente.
- Cara ti amo (risvolti psicologici nei rapporti tra giovani uomini e giovani donne).
- Messaggio satanico: il brano (una versione incisa al contrario di Tanti auguri a te e poi riversata elettronicamente) è interpretato da Rocco Tanica; sono citati i Black Sabbath.
- Cateto: il testo parla di un uomo che vive a Chicago, di nome Jonathan Grass (che in inglese vuol dire "Gionata Erba"), e una donna che, invece, vive ad Erba. I due hanno in comune la discriminazione che subiscono nelle loro rispettive città, a causa di alcune loro improbabili quanto sgradevoli caratteristiche fisiche: infatti, l'uomo ha delle piante sulla testa e l'erba gli cresce folta sul viso (il che rispecchia il suo cognome) e la donna secerne escrementi dai pori. Contemporaneamente e non conoscendosi, i due decidono di emigrare, ognuno nella città dell'altro; i due aerei su cui volano si schiantano e cadendo nel vuoto, i due si incontrano e si innamorano, anche se la loro storia è destinata a finire molto presto, poiché l'impatto al suolo è inevitabile. Tuttavia la storia ha un lieto fine: infatti la donna, cadendo sul corpo dell'uomo, continua ad espellere feci, che concimano la terra e la fanno crescere all'istante, e da quel giorno gli uomini festeggiano l'invenzione del concime.[12] Canta ancora Paola Tovaglia. La voce di Elio è modificata con l'octaver. Sono citati il tema di James Bond e quello di una vecchia pubblicità del Mulino Bianco.
- Spuma da 100: le voci sono quelle degli adolescenti a colloquio dell'introduzione i quali non sembrano entusiasti del contenuto del disco. La base è un campionamento di Silos.
- John Holmes (Shidzu Version) e Ang ang ang: il primo è la canzone giapponese Ogi No Mato di Ayako Handa sulla base di John Holmes (Una vita per il cinema), il secondo è un parlato di Tremoto. Alcuni dei loro campionamenti sono presenti ne La vendetta del Fantasma Formaggino, inclusa nell'album Italyan, Rum Casusu Çikti.

## Tracce
Lato A
Testi e musiche di Stefano Belisari e Sergio Conforti eccetto dove indicato.
1. Adolescenti a colloquio. Improvvisamente, Tremoto – 1:09
2. John Holmes (Una vita per il cinema) – 3:26
3. Domande bizzarre – 0:39
4. Nubi di ieri sul nostro domani odierno (Abitudinario) (feat. The Memphis Horns) – 4:13 (Belisari, Conforti, Nicola Fasani, Davide Civaschi)
5. According the Memphis Horns – 0:27
6. Carro – 4:45 (Belisari, Conforti, Fasani, Civaschi)
7. Una gita a... – 0:17
8. The Fabulous '68s According to Tony Martucci – 0:41
9. Nella vecchia azienda agricola – 1:29
10. Silos – 5:18

Durata totale: 22:24
Lato B
Testi e musiche di Stefano Belisari e Sergio Conforti eccetto dove indicato.
1. Cassonetto differenziato per il frutto del peccato – 4:04
2. Introducing the Real Parakramabahu According to Shantha Edirisinghe – 0:25
3. Parakramabahu Rajatuma (feat. Shantha Edirisinghe) – 0:48 (tradizionale)
4. Piattaforma (feat. Peev Agliato) – 3:29 (musica: Conforti)
5. Suspense! Il signor Brando meets Marlon Brando – 0:17
6. Introducing the Cara ti amo – 2:33
7. Cara ti amo (Risvolti psicologici nei rapporti tra giovani uomini e giovani donne) – 4:22
8. Messaggio satanico – 0:38
9. Cateto (feat. Peev Agliato) – 5:29
10. Spuma da 100 – 0:40
11. John Holmes (Shidzu Version) (assente sulle edizioni Long playing) – 3:38
12. Ang ang ang – 0:21

Durata totale: 26:44

## Formazione
- Elio - voce
- Confo Tanica - tastiera (indicata nel libretto come pianola)
- Civas - chitarra elettrica (indicata come chitarra elettrica con leva)
- Faso - basso e basso fretless (indicato come chitarra basso elettrica con e senza barrette di ferro sul manico)
- Mu Fogliasch - sassofono, chitarra elettrica, tastiera addizionale e cori (indicati come voci dietro il suolo, traduzione letterale di background vocals)

Altri musicisti
- Curt Cress - batteria
- Memphis Horns - voci
- Polifonica di Bals - cori in Silos
- Peev Agliato - voce in Piattaforma e Cateto
- Laras - pianola addizionale in Piattaforma
- Shantha Edirisinghe - voce in Parakramabahu Rajatuma
- Pupillon - piatto del Big Jim in Cara ti amo (risvolti psicologici nei rapporti tra giovani uomini e giovani donne)